# Celaena reniformis
Celaena reniformis là một loài bướm đêm trong họ Noctuidae.